# Ulriksfors
Ulriksfors är en småort och stationssamhälle i Ströms distrikt (Ströms socken) i Strömsunds kommun i Jämtlands län. Orten ligger på östra sidan av sjön Russfjärden i Ströms Vattudal, 4 km öster om Strömsund i norra Jämtland, med station längs Inlandsbanan. Länsväg 345 går genom Ulriksfors.

## Historia
Ulriksfors, som ursprungligen var utmarker till den medeltida byn Risselås i Ström, växte fram under 1880-talet som en bruksort med sågverk och kvarn.  Orten fick officiellt sitt namn vid invigningen av järnvägsstationen år 1912, och namnet hämtades från den dåvarande bruksägaren Ulrik Holm, samt de näraliggande forsarna vid Ströms Vattudals utlopp i Faxälven.
Mest betydande var pappersmassafabriken som startade sin verksamhet 1916. Efter massafabrikens nedläggning 1947 startades i lokalerna ett väveri, som lades ner 1955.
Åren 1957–1979 fanns på det tidigare fabriksområdet kriminalvårdsanstalten Ulriksfors. På anstalten placerades fångar som mestadels begått lindrigare brott, eller skulle avtjäna den sista delen av längre straff. Den gamla kvarnen från 1880-talet byggdes i slutet av 1960-talet om till ett av Kriminalvårdsverkets första besökshotell, där den intagne kunde bo med fru eller flickvän under besöket.
Detta uppmärksammades då stort i media, och huset kom i folkmun att kallas "Tjyvnypet". Initiativtagare till besökshotellet var anstaltsläkaren och provinsialläkaren Bertil Wikström, som även var en av grundarna av KRUM.
Ulriksfors var före 1950-talet och vattenregleringen även känd för laxfisket.

### Befolkningsutveckling
| Befolkningsutvecklingen i Ulriksfors 1930–2015                                                  | Befolkningsutvecklingen i Ulriksfors 1930–2015 | Befolkningsutvecklingen i Ulriksfors 1930–2015 | Befolkningsutvecklingen i Ulriksfors 1930–2015 | Befolkningsutvecklingen i Ulriksfors 1930–2015 |
| ----------------------------------------------------------------------------------------------- | ---------------------------------------------- | ---------------------------------------------- | ---------------------------------------------- | ---------------------------------------------- |
|                                                                                                 |                                                |                                                |                                                |                                                |
| År                                                                                              |                                                |                                                | Folkmängd                                      | Areal (ha)                                     |
| 1930                                                                                            | 1930                                           |                                                | 674                                            | ##                                             |
| 1935                                                                                            | 1935                                           |                                                | 547                                            | ##                                             |
| 1940                                                                                            | 1940                                           |                                                | 503                                            | ##                                             |
| 1945                                                                                            | 1945                                           |                                                | 466                                            | ##                                             |
| 1950                                                                                            | 1950                                           |                                                | 508                                            | ##                                             |
| 1960                                                                                            | 1960                                           |                                                | 478                                            |                                                |
| 1965                                                                                            | 1965                                           |                                                | 473                                            |                                                |
| 1970                                                                                            | 1970                                           |                                                | 382                                            |                                                |
| 1975                                                                                            | 1975                                           |                                                | 309                                            |                                                |
| 1980                                                                                            | 1980                                           |                                                | 270                                            | 64                                             |
| 1990                                                                                            | 1990                                           |                                                | 230                                            | 64                                             |
| 1995                                                                                            | 1995                                           |                                                | 194                                            | 64#                                            |
| 2000                                                                                            | 2000                                           |                                                | 183                                            | 63#                                            |
| 2005                                                                                            | 2005                                           |                                                | 180                                            | 63#                                            |
| 2010                                                                                            | 2010                                           |                                                | 181                                            | 59#                                            |
| 2015                                                                                            | 2015                                           |                                                | 146                                            | 56#                                            |
| Anm.: Upphörde som tätort 1995. ## Som tätort/befolkningsagglomeration 1920–1950. # Som småort. |                                                |                                                |                                                |                                                |

## Näringsliv
På det gamla anstaltsområdet finns nu ett företagscentrum med bland annat verksamhet för Svensk Adressändring och CSN.